# Uppsala konstmuseum

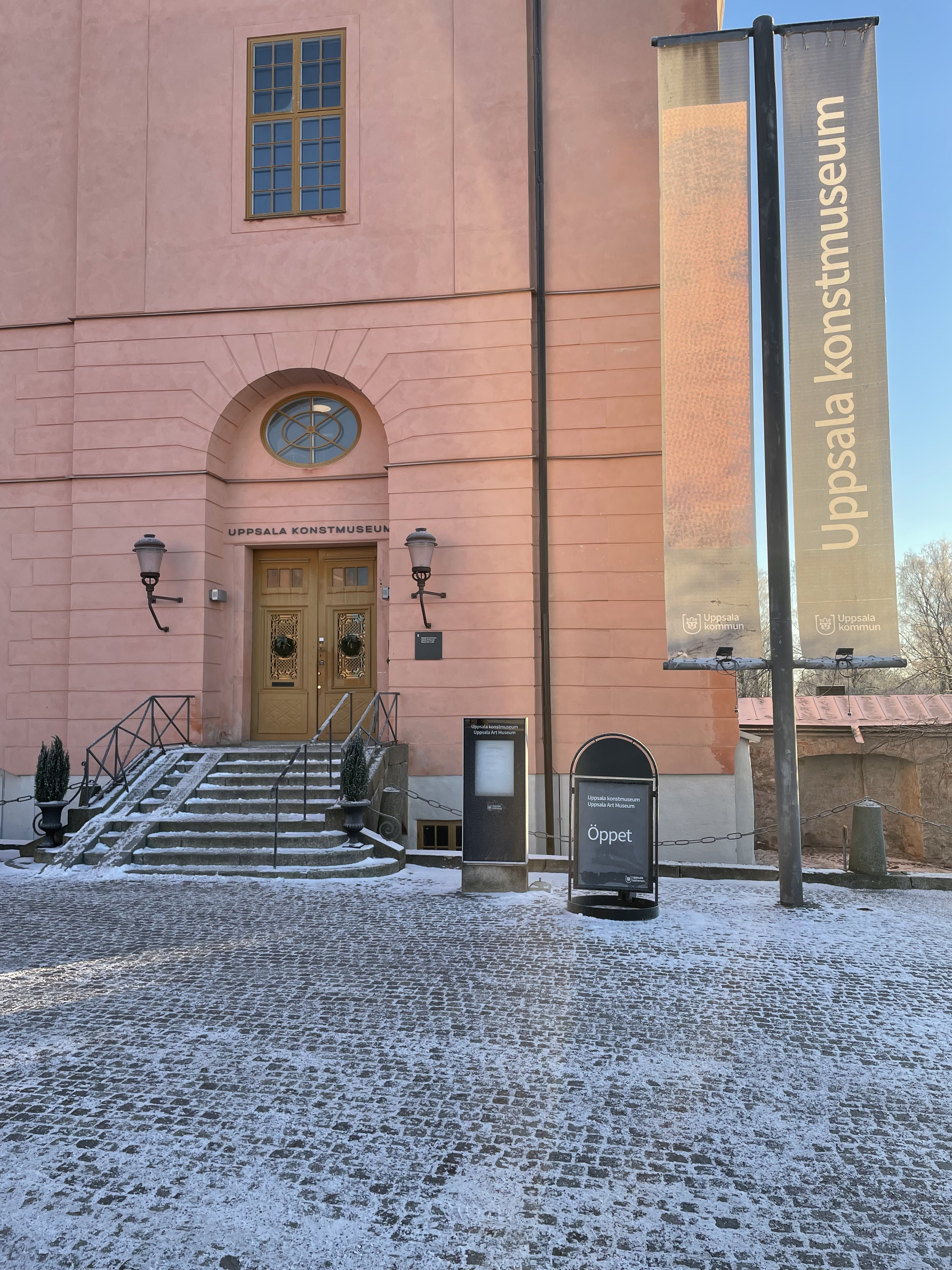
Uppsala konstmuseum är beläget i Uppsala slotts södra flygel, med entré i porten längst till höger på bilden.

Uppsala konstmuseum  är ett kommunalt museum för samtida och modern konst beläget i södra flygeln på Uppsala slott i Uppsala.

## Museet
Museet visar både tillfälliga utställningar och utställningar av museets samlingar. Det arrangeras även konserter, dansföreställningar, performance och poesiuppläsningar, soppluncher, guidade visningar, familjeaktiviteter och lovprogram. I museet finns också en välsorterad museishop och Museum Bar & Café.
1995 flyttade museet in i sina nuvarande lokaler på Uppsala slott, nära Botaniska trädgården, Uppsala universitet och Uppsala domkyrka. Det är ett av Uppsala kommuns museer och arbetar på uppdrag av kulturnämnden.

## Samlingar och utställningar
Uppsala konstmuseum äger ungefär 14 000 konstverk och designföremål. Samlingarna har tillkommit under en period av 80 år och har sitt ursprung i Uplands konstförenings verksamhet och samlande. Den speglar i första hand konsten från 1800-talets senare del fram till vår nutid. 1981 tillkom en donation från den nedlagda keramikfabriken Upsala-Ekeby. Samlingen utgörs av 1300 föremål som visar fabrikens konstdesign. Alla de mest kända formgivarna är representerade, till exempel Ingrid Atterberg, Hjördis Oldfors, Mari Simmulson, Anna-Lisa Thomson och Vicke Lindstrand.

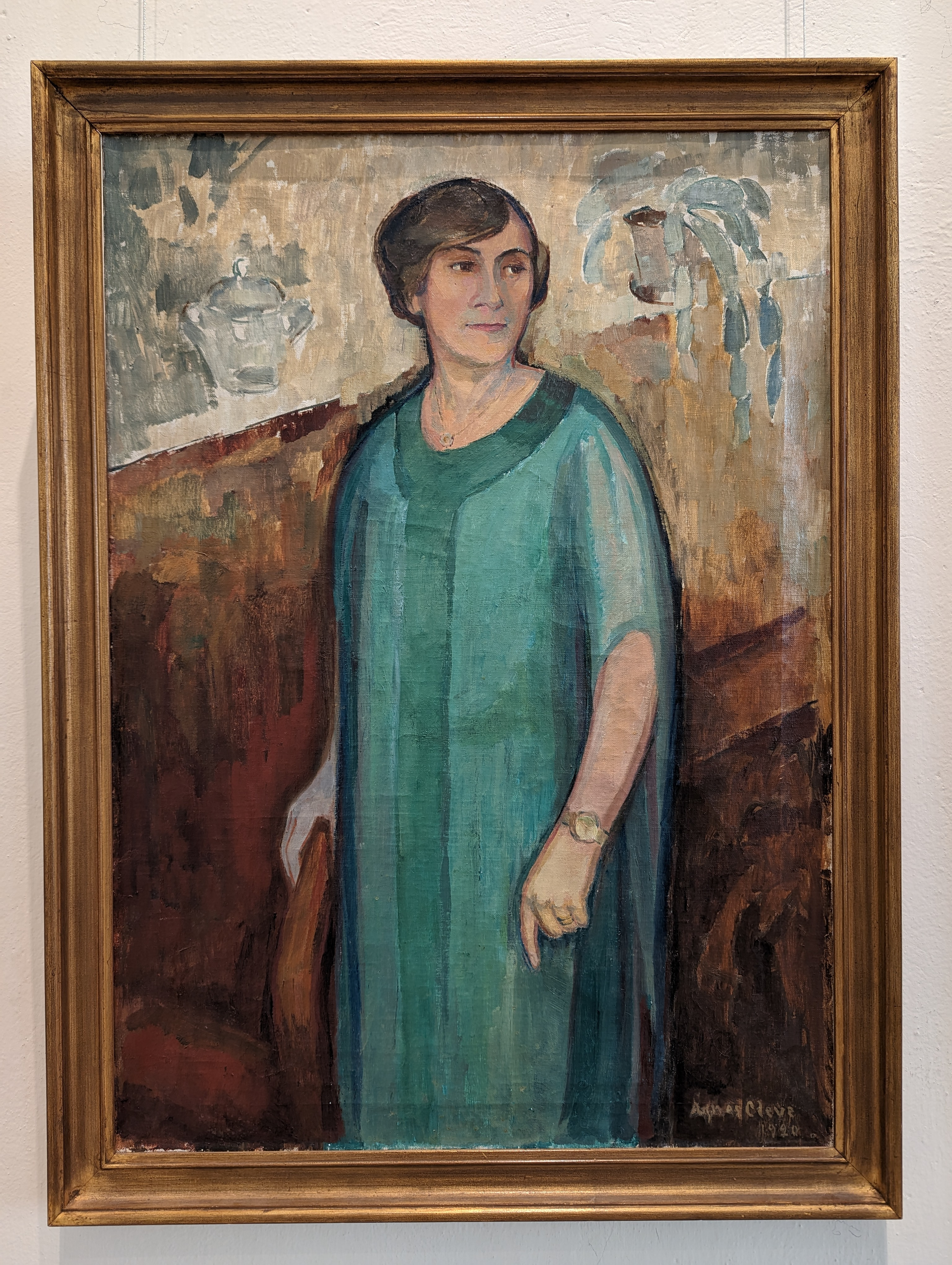
Gabriele Münter, av Agnes Cleve, ur Uppsala konstmuseums samlingar.

Våren 2021 visas delar av samlingarna under tre olika teman: Plats och landskap, Se människan och En modern tid med verk av bland andra Bruno Liljefors, Agnes Cleve, Maj Bring, Bror Hjorth, Lena Cronqvist, Sten Eklund, Birgit Ståhl-Nyberg, Klara Kristalova och Peter Johansson.
Museet har genom åren introducerat flera internationellt betydelsefulla konstnärskap för en svensk publik, exempelvis Mary Kelly, Candice Breitz, Tony Matelli, Taus Makhacheva och Nicholas Hlobo. Museet bevakar särskilt den lokala och regionala konsten både när det gäller tillfälliga utställningar och museets samlingar.
Museet visar återkommande en utställning med kvinnliga konstnärer som fått ta emot stipendium av Stiftelsen Anna-Lisa Thomson Till Minne. Stipendiater har exempelvis varit Idun Baltzersen (2014), Éva Mag (2015) och Theresa Traoré Dahlberg (2017).

## Konserter, poesi och dans
En levande gren inom museet är också performancekonst. Det märks genom den årliga internationella festivalen Revolve Performance Art Days. Det öppna förhållningssättet till olika samtida konstuttryck har bidragit till att forma museets omfattande program med konserter, dans och poesiläsningar. Museet har på senare år gästats av bland annat Jukka Rintamäki, Mariam The Believer, Goran Kajfeš, Ellen Arkbro, Klara Lewis, Judith Kiros, Eva Runefelt, Nathalie Ruiz och Teresia Björk.

## Mat och dryck
I museet finns Museum Bar & café som erbjuder lunch, smörrebröd, fika, glass och Afternoon Tea. Museum Bar & Café har fullständiga rättigheter. Det är Cajsa’s Kök som driver Museum Bar & Café. 

## Planer för framtidens konstmuseum
Kommunstyrelsen i Uppsala kommun bestämde 27 maj 2020 att de skulle börja förhandla om var Uppsala konstmuseum kommer att finnas framöver. Alternativen är att konstmuseet ska fortsätta att finnas på Uppsala slott eller få nya lokaler i kvarteret Kaniken. Utgångspunkten i arbetet har varit att se hur de olika lokalerna kan möta kommunens krav på tillgänglighet, arbetsmiljö och förutsättningar för konsten och vad det kommer att kosta. Nu finns förslag på hur lokalerna kan komma att se ut för Konstmuseet i Uppsala slott och kvarteret Kaniken. De går att ta del av på uppsalakommun.se.

## Museets historia
Uppsala konstmuseum har funnits i slottet sedan 1995. Fram till 1 april 2017 förvaltade museet Uppsala universitets konststudiesamling. Studiesamlingen består av europeiskt måleri från 1200-talet till mitten av 1800-talet och omfattar porträtt, äldre kyrklig konst, landskapsmåleri, stilleben, genremåleri och historiemåleri. Samlingen var upphängd på det vis som konstsamlingar historiskt brukat hängas på, i täta rader längs väggarna i de två salar som kallas Johans III:s galleri och Hårlemansgalleriet.  2017 plockades konststudiesamlingen ner för att i framtiden visas på Gustavianum, Uppsala universitetsmuseum.